# Art rupestre en Ouganda
 (décembre 2016).
Si vous disposez d'ouvrages ou d'articles de référence ou si vous connaissez des sites web de qualité traitant du thème abordé ici, merci de compléter l'article en donnant les références utiles à sa vérifiabilité et en les liant à la section « Notes et références ».
L’art rupestre en Ouganda s'inscrit dans une ceinture d'art rupestre géométrique couvrant une grande partie de l'Afrique orientale et centrale. Les sites ougandais sont concentrés à l'est du pays, dans les districts de Kumi, Pallisa et Kaberamaido. Les représentations sont principalement basées sur des formes géométriques: cercles, rectangles, courbes, points et lignes, les cercles concentriques constituant la figure la plus fréquente. Le rouge et le blanc, parfois mélangés, sont les couleurs les plus communes.

## Sites

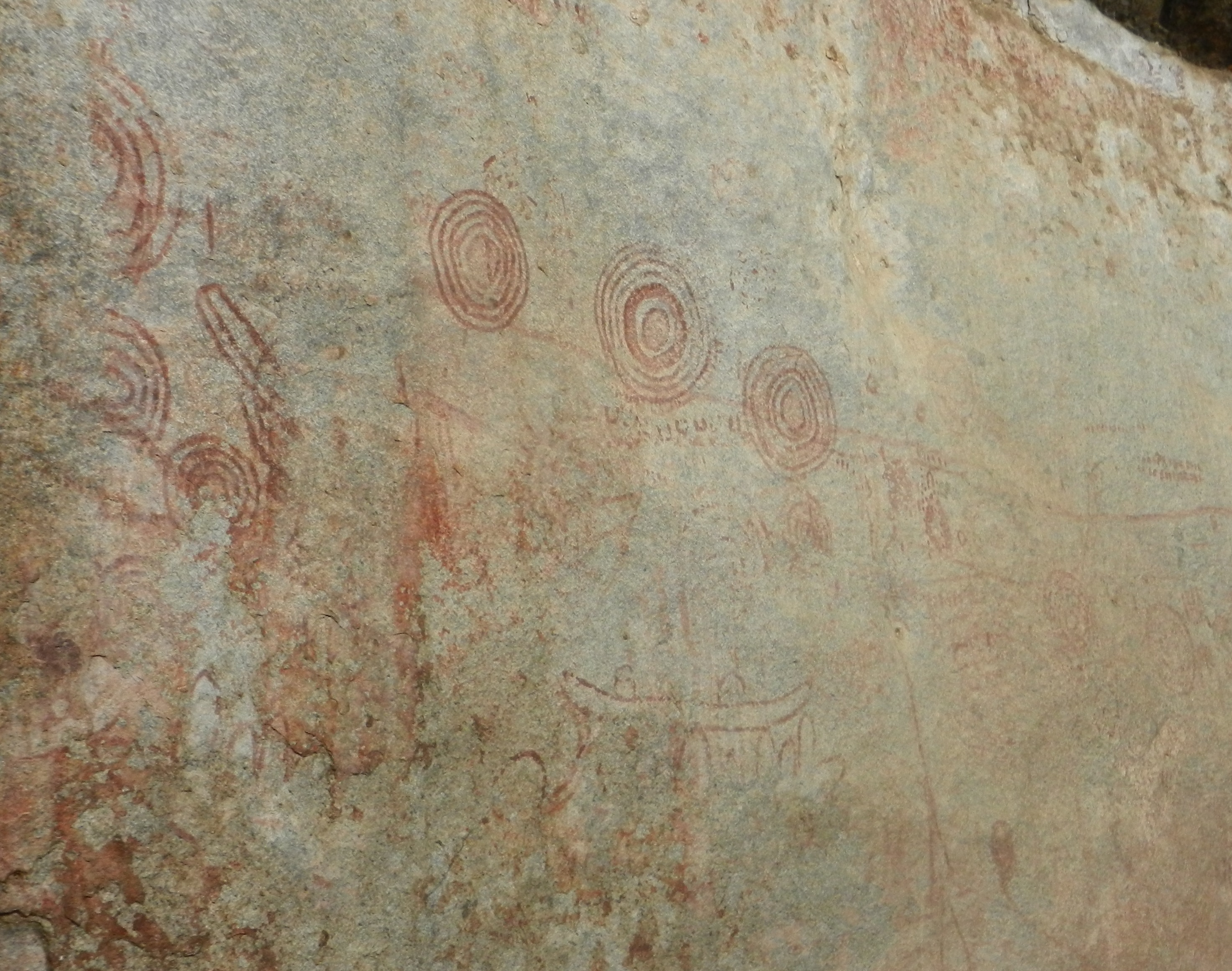
Peinture rupestre de Nyero

### Nyero

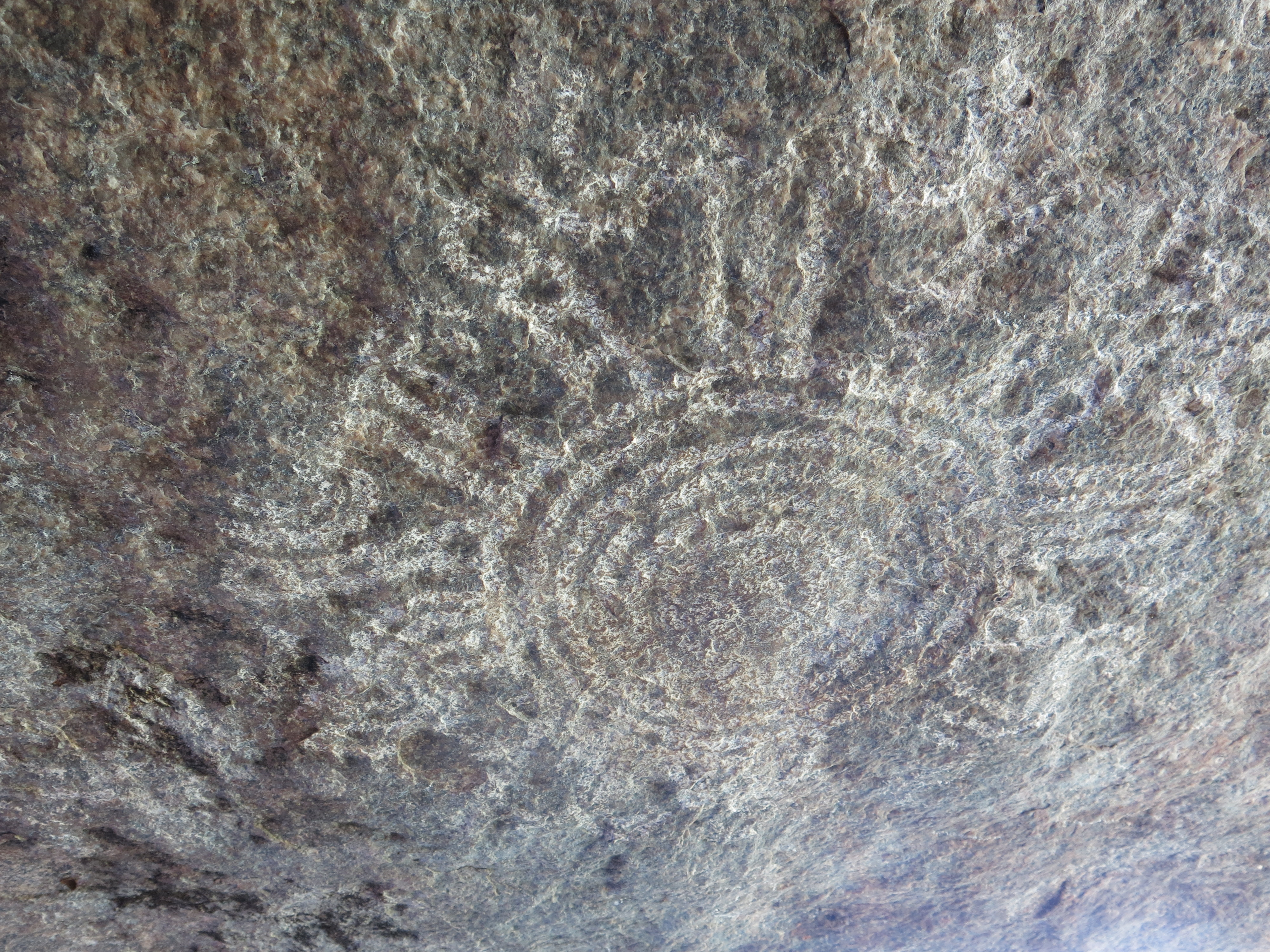
Nyero 3

Premier site entièrement décrit et catalogué en Ouganda, le site de Nyero fut découvert en 1945. La roche servant de support aux peintures est constituée de blocs de granite d'un peu moins de 40 mètres de hauteur. Deux emplacements ont pu servir d'abri, avec des surplombs de respectivement 2 et 16 mètres.
Nyero 1plusieurs cercles concentriques blancs. Les superpositions suggèrent que les peintures datent de plusieurs époques différentes.
Nyero 2paroi de 13,5 m de long et 6 m de haut, le principal emplacement du site. 47 cercles concentriques de 8 cm à 75 cm de diamètre. Chaque motif comprend de trois à sept cercles. Six canoës dont le plus long couvrait 2,5 mètres lorsqu'il était intact.

## Origines
Les origines de l'art pariétal ougandais sont inconnues, notamment en raison des difficultés de datation. Colin Turnbull a émis l'hypothèse d'une origine twa. Les artefacts retrouvés sur les mêmes sites, dont des pointes de flèches, datent, eux, d'environ 15 000 ans av. J.-C., au Later Stone Age, soit bien avant l'expansion bantoue. Catherine Namono a étudié les récits des communautés actuelles vivant autour du site de Nyero, qui ont produit leurs interprétations du symbolisme de ces peintures et leurs légendes concernant les auteurs supposés de ces œuvres.